# Paraguay en la clasificación de Conmebol para la Copa Mundial de Fútbol de 2014
|}
|}
La selección de Paraguay fue uno de los nueve equipos participantes de la clasificación de Conmebol para la Copa Mundial de Fútbol de 2014, etapa preliminar —también denominada eliminatorias— que se desarrolló en Sudamérica entre octubre de 2011 y octubre de 2013. El torneo definió a los representantes de la confederación, que serán cuatro o cinco, más el del país anfitrión, Brasil.
El conjunto guaraní cumplió una de sus peores campañas en la historia de los selectivos premundialistas (la más pobre desde que se instaurara el sistema de todos contra todos, en 1996) al finalizar en la última posición, logrando apenas el 25% de los puntos en disputa. Tras su eliminación, cortó una racha de cuatro asistencias consecutivas al campeonato del mundo, siendo así que después de 20 años la selección no clasificaba a un mundial (la última vez fue en EE.UU 1994).
La selección venía de realizar muy buenas actuaciones bajo el comando técnico de Gerardo Martino, liderando las anteriores eliminatorias durante largo tiempo, más tarde llegando hasta la inédita fase de cuartos de final de un Mundial por primera vez en su historia, en donde puso en aprietos al que poco después se consagraría campeón, España, para finalmente arribar a la final de la Copa América en 2011.
Paraguay, para este proceso, echó mano de tres entrenadores (Francisco Arce, Gerardo Pelusso y Víctor Genes) quienes convocaron a un total de 52 jugadores. La conducción administrativa estuvo a cargo de Alejandro Domínguez, director del departamento de selecciones, teniendo como presidente de la federación a Juan Ángel Napout. Este último, en declaraciones a medios de comunicación, asumió toda la responsabilidad del fracaso.

## Clasificación

### 2011
El camino comenzó en julio de 2011 cuando Francisco Arce asumió la conducción del combinado nacional, quien sucedió en el cargo de entrenador a Gerardo Martino. La gran mayoría del público paraguayo recibió con agrado la noticia alegando como principal motivo el hecho de tratarse de un compatriota. En tanto que, en menor medida, otro sector expresó su disconformidad al poner énfasis en la corta trayectoria de Arce como director técnico.
Algunas de las dificultades planteadas al principio surgieron a causa del complejo proceso de recambio de jugadores producto del paso del tiempo, como así también la de revitalizar el rendimiento ofensivo en el mediocampo del equipo, que fue blanco de duras críticas durante la Copa América 2011, pese a haber llegado a la final del certamen.
El Chiqui Arce tuvo su estreno al frente del conjunto albirrojo durante un partido amistoso jugado el 2 de septiembre de 2011, cuando en calidad de visitante venció a Panamá por 2:0. Anteriormente, el adiestrador ya había sido partícipe de un encuentro realizado el pasado 10 de agosto ante el Club América de México, en el estadio Azteca, y que finalizó sin goles, con motivo de homenajear a Salvador Cabañas quien militara en ambas escuadras. Sin embargo, dicho juego no fue tomado como válido por la FIFA debido a que el contendiente de turno no era una selección nacional.
Al igual que en las anteriores tres fases clasificatorias, Paraguay visitó a Perú en la apertura del certamen. El resultado fue favorable una vez más para el cuadro dueño de casa, esta vez por la cuenta de 2:0, ambas anotaciones registradas por el delantero Paolo Guerrero. El conjunto dirigido por Francisco Arce tuvo una pobre actuación, especialmente en su medio sector en donde fue claramente superado.
Cuatro días después, Paraguay recibió a su par de Uruguay, reeditando la final de la pasada Copa América disputada en Argentina. Para los uruguayos, el partido cobraba una relevancia histórica debido a que nunca habían podido rescatar siquiera un punto de Asunción, jugando por una fase de clasificación mundialista. El resultado fue de 1:1, con goles de Diego Forlán para la Celeste y del debutante Richard Ortiz para el local, en el último minuto del encuentro. La prensa especializada en Paraguay estimó que el equipo mejoró su rendimiento. No obstante, en cuanto a los fríos números, el inicio ha sido catalogado como el peor desde que se implantó el formato de todos contra todos.
En la siguiente doble jornada, Paraguay obtuvo resultados dispares. En Asunción, venció a Ecuador por 2:1 con goles de Cristian Riveros y Darío Verón, ambas conversiones producidas mediante disparos a balón parado ejecutados por otro que se presentó por vez primera, Víctor Ayala. Descontó para el cuadro visitante Joao Rojas, cuando expiraba el tiempo de juego. Mientras que en Santiago de Chile, la "Roja" se impuso por 2:0. Pablo Contreras y Matías Campos los autores. El único arma de peligro implementado por los guaraníes fue el juego aéreo.
Por el momento, la intención de Arce de imponer un estilo de juego pulcro sin apelar a uno menos lucido ha sido infructuosa. Uno de los motivos señalados fue el escaso tiempo con el que ha contado el orientador debiendo haberse puesto en funciones desde antes de la Copa América celebrada en Argentina con el propósito de ir anticipando etapas de preparación.

### 2012
En la quinta fecha, Paraguay tuvo libre, por lo cual dispuso para su plantilla una adaptación climática de tres semanas de duración en la ciudad boliviana de La Paz (3.650 m s. n. m.) con el objetivo de llegar en buenas condiciones físicas al juego frente a la selección local. Sin embargo, la exposición futbolística por parte del equipo de Arce fue pésima precipitando la caída por la cuenta de 3 a 1, obra de Alcides Peña y Pablo Escobar (2), descontando Cristian Riveros. De esta manera, la escuadra albirroja cerraba la sexta ronda en la penúltima posición con apenas 4 unidades y alejado de los principales puestos de clasificación.
De inmediato surgió la interrogante acerca de si el entrenador abandonaría su cargo, a la cual el mismo respondió de manera tajante que no iba a renunciar. Finalmente, un par de días después por medio de una reunión con carácter urgente del Comité Ejecutivo de la APF, se determinó rescindir el contrato con el seleccionador.
Luego de algunas semanas de espera, el elegido para la sucesión en el comando del equipo nacional es el uruguayo Gerardo Pelusso. En su partido debut absoluto, el conjunto albirrojo igualó ante su par de Guatemala por 3 a 3, en juego amistoso disputado el 15 de agosto de 2012 en Estados Unidos.
El proceso a nivel oficial no tuvo un inicio favorable al padecer una nueva derrota, esta vez a manos de Argentina que con goles de Ángel Di María, Gonzalo Higuaín y Lionel Messi se impuso en Córdoba por 3:1, anotando para Paraguay su más reciente incorporación, Jonathan Fabbro. Desde 1973, la Albirroja no era superada por este rival en su propio territorio en el marco de las eliminatorias mundialistas.
Hasta ese instante, la situación se tornaba aún más complicada al ubicarse en la última colocación. El ex seleccionador, Gerardo Martino, declaró sentirse triste por el crítico estado del equipo. En tanto que el presidente de la federación local, Juan Ángel Napout, se lamentó por estar viviendo "el peor momento de la selección", lo cual se confirmó tras el duro revés sufrido ante Venezuela por 2:0 en el estadio Defensores del Chaco, con un doblete de Salomón Rondón. Fue la primera vez que el combinado vinotinto le ganó un partido oficial a Paraguay jugando en tierra guaraní.
Medios locales sentenciaron como "virtual eliminación" del conjunto de Pelusso a falta de poco más de una rueda para el cierre del selectivo, al tiempo de que algunos jugadores aún no lo daban por hecho mientras exista la posibilidad matemática.
La quinta derrota al hilo llegó al cierre de la primera ronda frente a Colombia que con goles de Radamel Falcao venció en Barranquilla por 2:0. En la siguiente jornada que abrió la segunda rueda, Paraguay cortó su racha negativa venciendo a Perú en Asunción por 1:0 con tanto del defensa central Pablo César Aguilar. Empero, la Albirroja seguía hasta ese momento en el último lugar de la clasificación a 5 puntos de los puestos 4.º y 5.º.

### 2013
En el inicio del decisivo y último año del torneo, Paraguay rescató un punto del estadio Centenario de Montevideo al empatar a un gol ante Uruguay, que se adelantó en el marcador por intermedio de Luis Suárez. Mientras que Edgar Benítez selló la paridad que mantuvo al cuadro guaraní en la última colocación con 8 unidades. Para diversos medios internacionales el resultado no fue provechoso para ningún equipo. Sin embargo, a Gerardo Pelusso lo dejó conforme.
Para cerrar la doble fecha, cuatro días después viajó a Ecuador en donde cayó por un contundente 4:1. Pese a que Luis Caballero inauguró el tanteador, los dueños de casa se repusieron con anotaciones de Felipe Caicedo, Jefferson Montero (2) y Christian Benítez. Con este resultado, la selección paraguaya quedó al borde de la eliminación cuando le restaban aún cinco partidos por disputar, cuatro de ellos en condición de local. A partir de ese momento, el "margen de error" se redujo prácticamente a cero sin posibilidad de ceder ni un punto más si aspiraba a conseguir al menos el cupo de repechaje (quinto puesto), el cual le pertenecía en ese instante a Venezuela, encontrándose éste a siete unidades de distancia.
En junio, el combinado chileno venció al de Paraguay por 2:1 en Asunción, con goles de Eduardo Vargas y Arturo Vidal, descontando Roque Santa Cruz, quien con ese tanto se transformó en el máximo goleador histórico en solitario de la Albirroja alcanzando su vigesimosexta conquista, una más que José Saturnino Cardozo. Días después del partido, el director técnico Gerardo Pelusso anunció su dimisión al cargo.
En julio, fue elegido Víctor Genes para ocupar el banquillo de la selección durante sus últimos compromisos eliminatorios. El entrenador comenzó la nueva era disputando un partido amistoso ante la selección de Alemania, en la ciudad de Kaiserslautern, que terminó igualado 3:3.
La aparente mejoría se vio reflejada en septiembre con la contundente victoria por 4:0 sobre Bolivia en Asunción, con goles de Jonathan Fabbro, Roque Santa Cruz, Richard Ortiz y el debutante absoluto Gustavo Gómez. En ese momento las posibilidades matemáticas de alcanzar la repesca se redujeron a la mínima expresión al quedar a 8 puntos de distancia con nueve en juego. Sin embargo, el triunfo de Uruguay ante Colombia en la 14.ª jornada acabó por consumar definitivamente la eliminación del equipo paraguayo que paralelamente se inclinó en Asunción ante Argentina por 2:5, con anotaciones de José Ariel Núñez y Roque Santa Cruz.
Ya en la recta final, en octubre de 2013, Paraguay arrancó su segundo empate de 1:1 (Édgar Benítez) fuera de casa, en esta ocasión ante Venezuela, en San Cristóbal. Unos días después, cerró su participación con una nueva derrota a domicilio (la cuarta), que en este caso fue frente a Colombia, por la cuenta de 1:2 (Jorge Rojas). De esta manera, Paraguay se despedía del certamen culminando en la última colocación de la tabla.

## Tabla de posiciones
| Equipo    | Pts | PJ | PG | PE | PP | GF | GC | Dif |
| --------- | --- | -- | -- | -- | -- | -- | -- | --- |
| Argentina | 32  | 16 | 9  | 5  | 2  | 35 | 15 | 20  |
| Colombia  | 30  | 16 | 9  | 3  | 4  | 27 | 13 | 14  |
| Chile     | 28  | 16 | 9  | 1  | 6  | 29 | 25 | 4   |
| Ecuador   | 25  | 16 | 7  | 4  | 5  | 20 | 16 | 4   |
| Uruguay   | 25  | 16 | 7  | 4  | 5  | 25 | 25 | 0   |
| Venezuela | 20  | 16 | 5  | 5  | 6  | 14 | 20 | -6  |
| Perú      | 15  | 16 | 4  | 3  | 9  | 17 | 26 | -9  |
| Bolivia   | 12  | 16 | 2  | 6  | 8  | 17 | 30 | -13 |
| Paraguay  | 12  | 16 | 3  | 3  | 10 | 17 | 31 | -14 |

| L\V                  | Bandera de Argentina | Bandera de Bolivia | Bandera de Chile | Bandera de Colombia | Bandera de Ecuador | Bandera de Paraguay | Bandera de Perú | Bandera de Uruguay | Bandera de Venezuela |
| Bandera de Argentina |                      | 1:1                | 4:1              | 0:0                 | 4:0                | 3:1                 | 3:1             | 3:0                | 3:0                  |
| Bandera de Bolivia   | 1:1                  |                    | 0:2              | 1:2                 | 1:1                | 3:1                 | 1:1             | 4:1                | 1:1                  |
| Bandera de Chile     | 1:2                  | 3:1                |                  | 1:3                 | 2:1                | 2:0                 | 4:2             | 2:0                | 3:0                  |
| Bandera de Colombia  | 1:2                  | 5:0                | 3:3              |                     | 1:0                | 2:0                 | 2:0             | 4:0                | 1:1                  |
| Bandera de Ecuador   | 1:1                  | 1:0                | 3:1              | 1:0                 |                    | 4:1                 | 2:0             | 1:0                | 2:0                  |
| Bandera de Paraguay  | 2:5                  | 4:0                | 1:2              | 1:2                 | 2:1                |                     | 1:0             | 1:1                | 0:2                  |
| Bandera de Perú      | 1:1                  | 1:1                | 1:0              | 0:1                 | 1:0                | 2:0                 |                 | 1:2                | 2:1                  |
| Bandera de Uruguay   | 3:2                  | 4:2                | 4:0              | 2:0                 | 1:1                | 1:1                 | 4:2             |                    | 1:1                  |
| Bandera de Venezuela | 1:0                  | 1:0                | 0:2              | 1:0                 | 1:1                | 1:1                 | 3:2             | 0:1                |                      |

|  | Clasificado a la Copa Mundial de Fútbol de 2014.                   |
|  | Clasificado a la repesca por un cupo al mundial frente a Jordania. |

### Evolución de posiciones
| País/Fecha   | 1                   | 2                  | 3               | 4                  | 5                   | 6                    | 7                | 8                  | 9                    | 10                  | 11                 | 12              | 13                 | 14                  | 15                   | 16               | 17                 | 18                   |
| ------------ | ------------------- | ------------------ | --------------- | ------------------ | ------------------- | -------------------- | ---------------- | ------------------ | -------------------- | ------------------- | ------------------ | --------------- | ------------------ | ------------------- | -------------------- | ---------------- | ------------------ | -------------------- |
| Paraguay     | 7º                  | 8º                 | 4º              | 7º                 | 7º                  | 8º                   | 9º               | 9º                 | 9º                   | 9º                  | 9º                 | 9º              | 9º                 | 9º                  | 8º                   | 9º               | 8º                 | 9º                   |
| Equipo libre | Bandera de Colombia | Bandera de Ecuador | Bandera de Perú | Bandera de Uruguay | Bandera de Paraguay | Bandera de Argentina | Bandera de Chile | Bandera de Bolivia | Bandera de Venezuela | Bandera de Colombia | Bandera de Ecuador | Bandera de Perú | Bandera de Uruguay | Bandera de Paraguay | Bandera de Argentina | Bandera de Chile | Bandera de Bolivia | Bandera de Venezuela |

### Partidos

#### Primera ronda
| Fecha                    | Lugar        |           |                      | Resultado                                                          |                      |           |
| ------------------------ | ------------ | --------- | -------------------- | ------------------------------------------------------------------ | -------------------- | --------- |
| 7 de octubre de 2011     | Lima         | Perú      | Bandera de Perú      | 2:0 (0:0) Archivado el 17 de noviembre de 2011 en Wayback Machine. | Bandera de Paraguay  | Paraguay  |
| 11 de octubre de 2011    | Asunción     | Paraguay  | Bandera de Paraguay  | 1:1 (0:0) Archivado el 29 de diciembre de 2011 en Wayback Machine. | Bandera de Uruguay   | Uruguay   |
| 11 de noviembre de 2011  | Asunción     | Paraguay  | Bandera de Paraguay  | 2:1 (0:0) Archivado el 7 de enero de 2013 en Wayback Machine.      | Bandera de Ecuador   | Ecuador   |
| 15 de noviembre de 2011  | Santiago     | Chile     | Bandera de Chile     | 2:0 (1:0) Archivado el 7 de enero de 2013 en Wayback Machine.      | Bandera de Paraguay  | Paraguay  |
| 9 de junio de 2012       | La Paz       | Bolivia   | Bandera de Bolivia   | 3:1 (1:0) Archivado el 7 de enero de 2013 en Wayback Machine.      | Bandera de Paraguay  | Paraguay  |
| 7 de septiembre de 2012  | Córdoba      | Argentina | Bandera de Argentina | 3:1 (2:1) Archivado el 30 de junio de 2013 en Wayback Machine.     | Bandera de Paraguay  | Paraguay  |
| 11 de septiembre de 2012 | Asunción     | Paraguay  | Bandera de Paraguay  | 0:2 (0:1) Archivado el 7 de diciembre de 2012 en Wayback Machine.  | Bandera de Venezuela | Venezuela |
| 12 de octubre de 2012    | Barranquilla | Colombia  | Bandera de Colombia  | 2:0 (0:0) Archivado el 15 de junio de 2013 en Wayback Machine.     | Bandera de Paraguay  | Paraguay  |

#### Segunda ronda
| Fecha                    | Lugar         |           |                      | Resultado                                                           |                      |           |
| ------------------------ | ------------- | --------- | -------------------- | ------------------------------------------------------------------- | -------------------- | --------- |
| 16 de octubre de 2012    | Asunción      | Paraguay  | Bandera de Paraguay  | 1:0 (0:0) Archivado el 28 de febrero de 2013 en Wayback Machine.    | Bandera de Perú      | Perú      |
| 22 de marzo de 2013      | Montevideo    | Uruguay   | Bandera de Uruguay   | 1:1 (0:0) Archivado el 28 de marzo de 2013 en Wayback Machine.      | Bandera de Paraguay  | Paraguay  |
| 26 de marzo de 2013      | Quito         | Ecuador   | Bandera de Ecuador   | 4:1 (1:1) Archivado el 6 de abril de 2013 en Wayback Machine.       | Bandera de Paraguay  | Paraguay  |
| 7 de junio de 2013       | Asunción      | Paraguay  | Bandera de Paraguay  | 1:2 (0:1) Archivado el 23 de julio de 2013 en Wayback Machine.      | Bandera de Chile     | Chile     |
| 6 de septiembre de 2013  | Asunción      | Paraguay  | Bandera de Paraguay  | 4:0 (1:0) Archivado el 15 de septiembre de 2013 en Wayback Machine. | Bandera de Bolivia   | Bolivia   |
| 10 de septiembre de 2013 | Asunción      | Paraguay  | Bandera de Paraguay  | 2:5 (1:2) Archivado el 15 de septiembre de 2013 en Wayback Machine. | Bandera de Argentina | Argentina |
| 11 de octubre de 2013    | San Cristóbal | Venezuela | Bandera de Venezuela | 1:1 (0:1) Archivado el 15 de octubre de 2013 en Wayback Machine.    | Bandera de Paraguay  | Paraguay  |
| 15 de octubre de 2013    | Asunción      | Paraguay  | Bandera de Paraguay  | 1:2 (1:1) Archivado el 20 de octubre de 2013 en Wayback Machine.    | Bandera de Colombia  | Colombia  |

### Goleadores
| Jugador          | Club                      | Goles anotados | PJ | Minutos jugados | Tarjetas amarillas | Tarjetas rojas |
| ---------------- | ------------------------- | -------------- | -- | --------------- | ------------------ | -------------- |
| Roque Santa Cruz | Málaga                    | 3              | 8  | 553'            | 0                  | 0              |
| Jonathan Fabbro  | Cerro Porteño River Plate | 2              | 7  | 296'            | 0                  | 0              |
| Edgar Benítez    | Toluca                    | 2              | 9  | 448'            | 1                  | 0              |
| Richard Ortiz    | Olimpia Toluca            | 2              | 9  | 614'            | 3                  | 0              |
| Cristian Riveros | Kayserispor Grêmio        | 2              | 13 | 1137'           | 2                  | 0              |
| Jorge Rojas      | Cerro Porteño             | 1              | 3  | 130'            | 0                  | 0              |
| Luis Caballero   | Sovetov Samara            | 1              | 8  | 250'            | 1                  | 0              |
| Gustavo Gómez    | Libertad                  | 1              | 3  | 270'            | 1                  | 0              |
| José Núñez       | Osasuna                   | 1              | 4  | 304'            | 2                  | 0              |
| Pablo Aguilar    | Tijuana                   | 1              | 4  | 360'            | 2                  | 0              |
| Darío Verón      | Pumas UNAM                | 1              | 5  | 450'            | 2                  | 0              |

## Entrenadores
| Entrenador (D.T) | Fecha de llegada    | Fecha de salida        |
| ---------------- | ------------------- | ---------------------- |
| Francisco Arce   | 29 de julio de 2011 | 11 de junio de 2012    |
| Gerardo Pelusso  | 10 de julio de 2012 | 7 de junio de 2013     |
| Víctor Genes     | 27 de julio de 2013 | 3 de diciembre de 2014 |

## Jugadores

### Última convocatoria
Este plantel y demás datos corresponden a fecha 10 de septiembre de 2013 (vs.  Argentina). La edad de los jugadores corresponde a la edad actual.